# El asunto Tornasol
El asunto Tornasol (original en francés: L'affaire Tournesol) es el decimoctavo volumen de Las aventuras de Tintín, la serie de cómics del dibujante belga Hergé. La historia fue inicialmente serializada semanalmente en la revista Tintín en Bélgica de diciembre de 1954 a febrero de 1956 antes de ser publicada en un solo volumen por Casterman en 1956. La narración sigue los intentos del joven reportero Tintín, su perro Milú y su amigo el capitán Haddock de rescatar al Profesor Tornasol, un científico que ha desarrollado una máquina capaz de destruir objetos con ondas sonoras, que es secuestrado por los países europeos competidores de Borduria y Syldavia.
Al igual que el volumen anterior, Aterrizaje en la Luna, El asunto Tornasol fue creado con la ayuda del equipo de Hergé de artistas en los estudios Hergé. La historia refleja las tensiones de la Guerra Fría que Europa experimentaba durante la década de 1950, e introdujo tres personajes recurrentes en la serie: Serafín Latón, la Carnicería Sanzot y el Coronel Sponsz. Hergé continuó Las aventuras de Tintín con Stock de coque, y la serie en su conjunto se convirtió en una parte definitoria de la tradición de cómics franco-belga. El asunto Tornasol recibió el aplauso de la crítica, con varios comentaristas que lo describieron como una de las mejores aventuras de Tintín. La historia fue adaptada tanto para la serie de animación de Belvision de 1957, Las aventuras de Tintín de Hergé, como para la serie animada Las aventuras de Tintín de Ellipse y Nelvana en 1991.

## Argumento

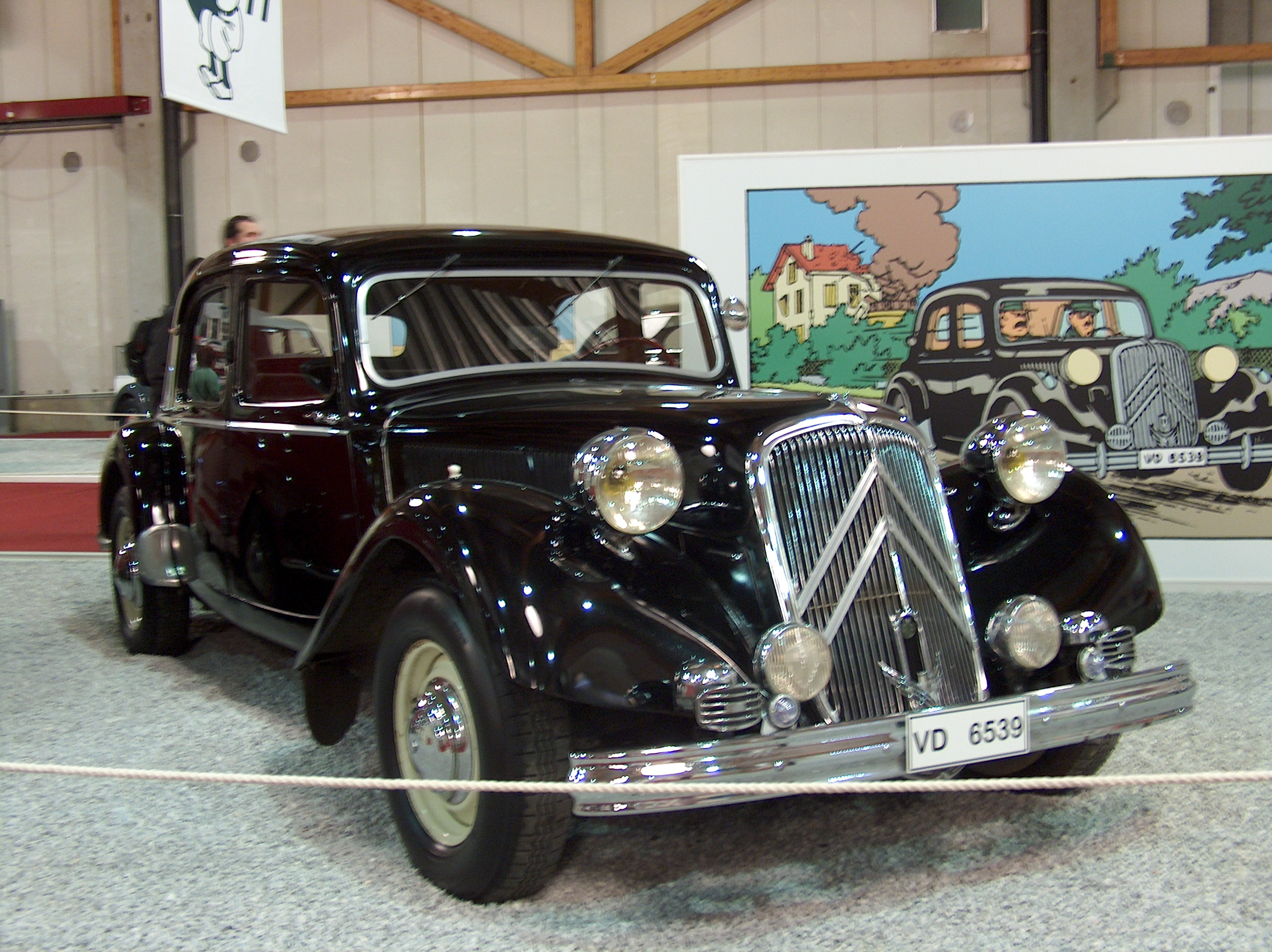
Citroën 15 negro como el que usan los espías que quieren acabar con Tintín y Haddock.

Durante una tormenta en la mansión Moulinsart, los artículos de vidrio y porcelana comienzan a romperse inexplicablemente. El vendedor de seguros Serafín Latón llega a la casa, lo que molesta al capitán Haddock. Se oyen disparos en los jardines de la casa, y Tintín y Haddock descubren a un herido con acento extranjero que pronto desaparece. A la mañana siguiente, el profesor Tornasol se va a Ginebra para asistir a una conferencia sobre física nuclear. Tintín y Haddock aprovechan la oportunidad para investigar el laboratorio de Tornasol, allí descubren que sus experimentos fueron los responsables de la rotura de cristal de la noche anterior. Mientras exploran, son atacados por un extraño, que luego se escapa. Temiendo que Tornasol esté en peligro, Tintín, Haddock y Milú se dirigen a Ginebra. En el Hotel Cornavin de Ginebra, donde se hospeda Tornasol, descubren que su amigo ha ido a Nyon para conocer al Profesor Topolino, un experto en ultrasonidos. El grupo viaja allí en un taxi, pero su coche es atacado por dos hombres en un Citroën 15 negro, que obliga al taxi a precipitarse al lago Ginebra. Sobreviviendo al ataque, Tintín, Haddock y Milú continúan hacia Nyon, donde encuentran a Topolino atado y amordazado en su sótano. Cuando Tintín pregunta al profesor, la casa explota, pero todos sobreviven.

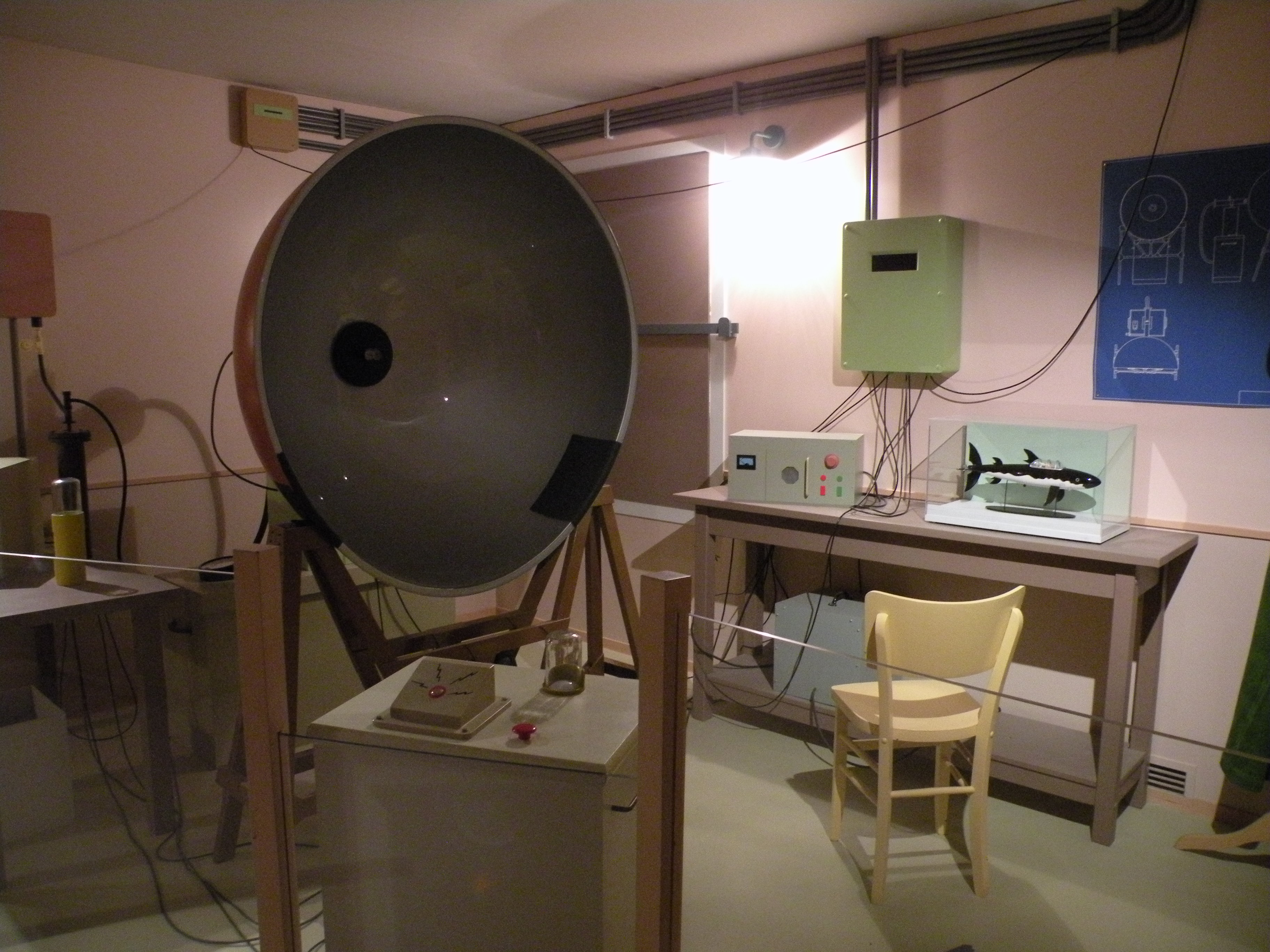
Representación del estudio del Profesor Silvestre Tornasol en la historia.

Tintín y Haddock se encuentran con los detectives Hernández y Fernández, quienes revelan que el herido de Moulinsart era syldavo. Tintín sospecha que Tornasol había inventado un dispositivo ultrasónico capaz de ser utilizado como un arma de destrucción masiva, que están tratando de obtener tanto los agentes de inteligencia de Borduria y Syldavia. Al descubrir que los espías bordurios han secuestrado a Tornasol y lo mantienen como rehén en su embajada en Rolle, Tintín y Haddock buscan rescatarlo, pero durante el intento es capturado por agentes syldavos, que escapan en avión a su país de origen. A la mañana siguiente, Tintín y Haddock pretenden ir a Klow (Syldavia), pero descubren que el estado bordurio obligó a bajar el avión syldavo y capturó a Tornasol, ahora está detenido en Borduria. Viajan a la capital de Borduria, Szohôd, con la intención de rescatarlo.
En la ciudad, son escoltados a su hotel por los agentes de la policía secreta borduria, que el jefe de policía el coronel Sponsz ha encargado que vigilen de cerca. Conscientes de que están siendo vigilados, Tintín y Haddock escapan del hotel y se esconden en la ópera, donde Bianca Castafiore está actuando. Cuando la policía los busca, se esconden en el camerino de Castafiore, pero Sponsz viene a visitar a Castafiore en su camerino, y esta los esconde en el guardarropa mientras entretiene al coronel. Allí, Tintín es capaz de robar los papeles del abrigo del coronel que asegurarán la liberación de Tornasol en la fortaleza de Bakhine. Después de disfrazarse de oficiales de la Cruz Roja, Tintín y Haddock logran sacar a Tornasol de la cárcel y con él escapar de Borduria en un tanque. De vuelta en Moulinsart, Tornasol cree que se olvidó llevar sus planos para el dispositivo de ultrasonidos con él a Ginebra, pero los había dejado en casa todo el tiempo, y entonces destruye los planos para que no puedan ser utilizados en crear un arma peligrosa por ninguna potencia.

## Historia

### Contexto

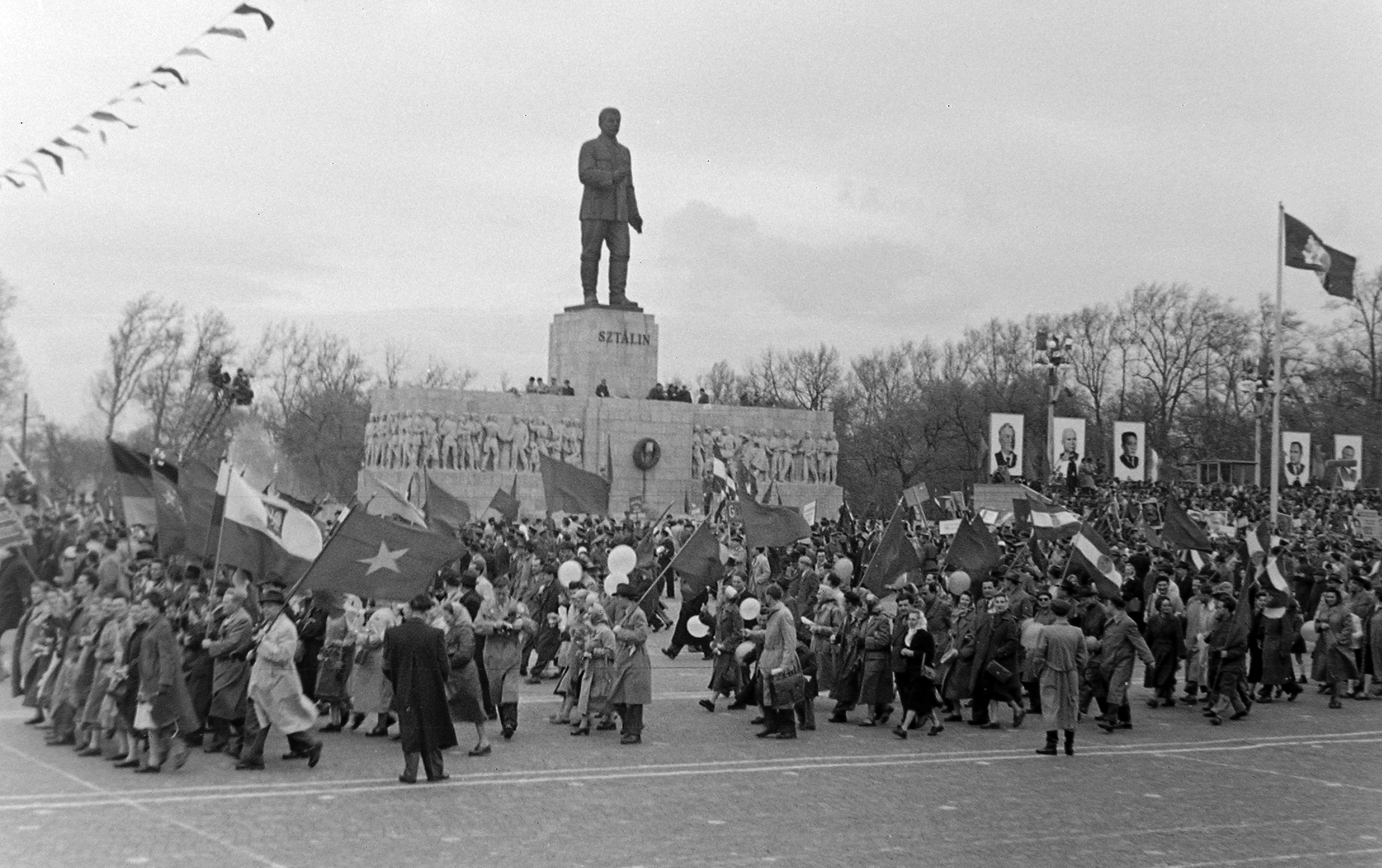
Estatua de Stalin en Budapest (1952). El líder de Borduria Plekszy-Gladz, guarda semejanza con Iósif Stalin. En la historia, cuando Tintín y Haddock llegan a Szohôd, los intérpretes les llevan a visitar la plaza de Plekszy-Gladz, que preside una estatua del dictador ficticio similar a la de la fotografía.

Reflejando las tensiones de la Guerra Fría, El asunto Tornasol fue publicado en un momento en que las novelas de espionaje eran populares en Francia y Bélgica. El asunto Tornasol marcó un regreso al formato de volumen único que debía persistir para el resto de Las aventuras de Tintín. El volumen comenzó su publicación en la revista Tintín en diciembre de 1954. Antes de trabajar en el libro, Hergé hacía bocetos a lápiz; posteriormente trabajaría sobre los dibujos y el texto en tinta. Con el desarrollo de su propio estudio Hergé, seleccionó el mejor esbozo de varias versiones y lo trazó hasta la página que estaba creando.
En El asunto Tornasol, Hergé presentó a Serafín Latón, un vendedor de seguros belga, que aparecería en cada aventura posterior con la excepción de Tintín en el Tíbet. Latón fue concebido como "el clásico charlatán", que proporciona alivio cómico en repetidas ocasiones molestando al capitán Haddock y autoinvitándose a Moulinsart. Para el nombre de Serafín Latón (Séraphin Lampion en la versión francesa original) Hergé eligió inicialmente Crampon, que fue derivado de la expresión francesa «Quel crampon!» («¡Qué sanguijuela!»), pero en última instancia, prefirió el menos explícito y áspero sonido Lampion. La compañía de seguros de Latón era Assurances Mondass, que en la traducción inglesa se convirtió en Rock Bottom Insurance Company, y se mantuvo como Seguros Mondass en la versión en castellano.
También se introdujo en este volumen la Carnicería Sanzot (del francés sans os, literalmente «sin huesos») y el jefe bordurio de la policía secreta Coronel Sponsz, cuyo nombre se deriva del dialecto de Bruselas para referirse a una esponja (éponge en francés). Hergé utilizó a su hermano, Paul Remi, como modelo para Sponsz, aunque también fue influenciado por la imagen del cineasta austríaco Erich von Stroheim.

### Influencias
Una influencia clave en la trama de El asunto Tornasol fue un artículo que Hergé había leído en un número de febrero de 1954 del semanario belga La Face à Main, informando que había habido una serie de incidentes a lo largo de la carretera de Portsmouth a Londres en el sur de Inglaterra en la que los parabrisas de automóviles de los automovilistas se habían roto espontáneamente; el autor del artículo sugirió que pudo haber sido causado por experimentos llevados a cabo en una instalación secreta cercana. Para desarrollar esta trama, Hergé consultó al profesor Armand Delsemme, astrofísico en Lieja.

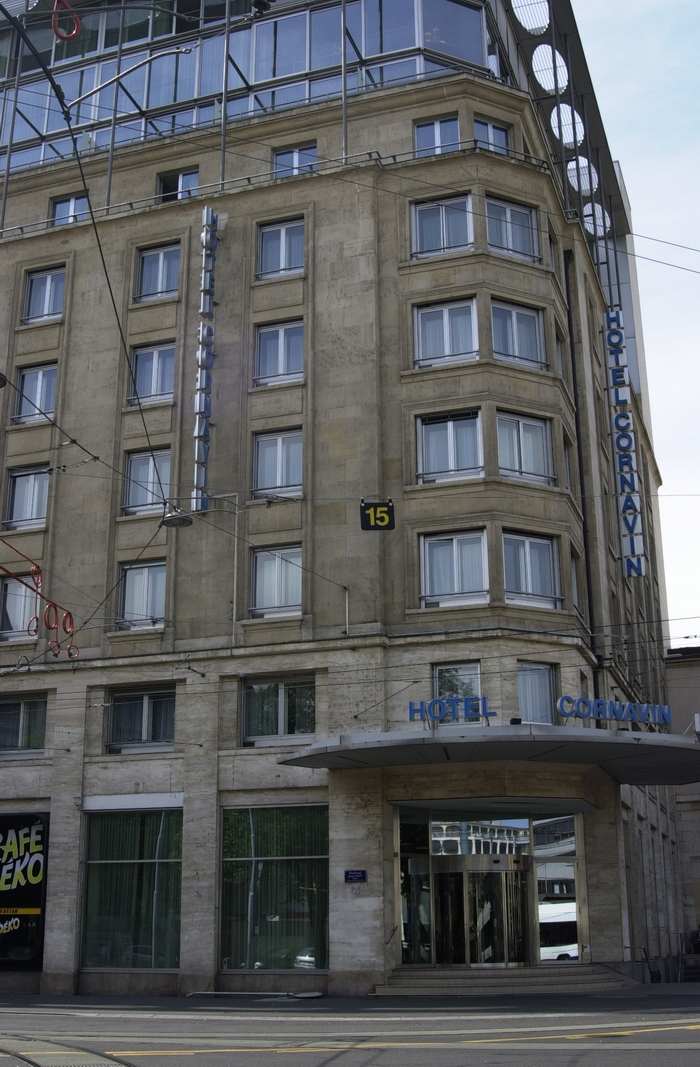
El hôtel Cornavin de Ginebra donde se aloja Tornasol y lo buscan Tintín y Haddock.

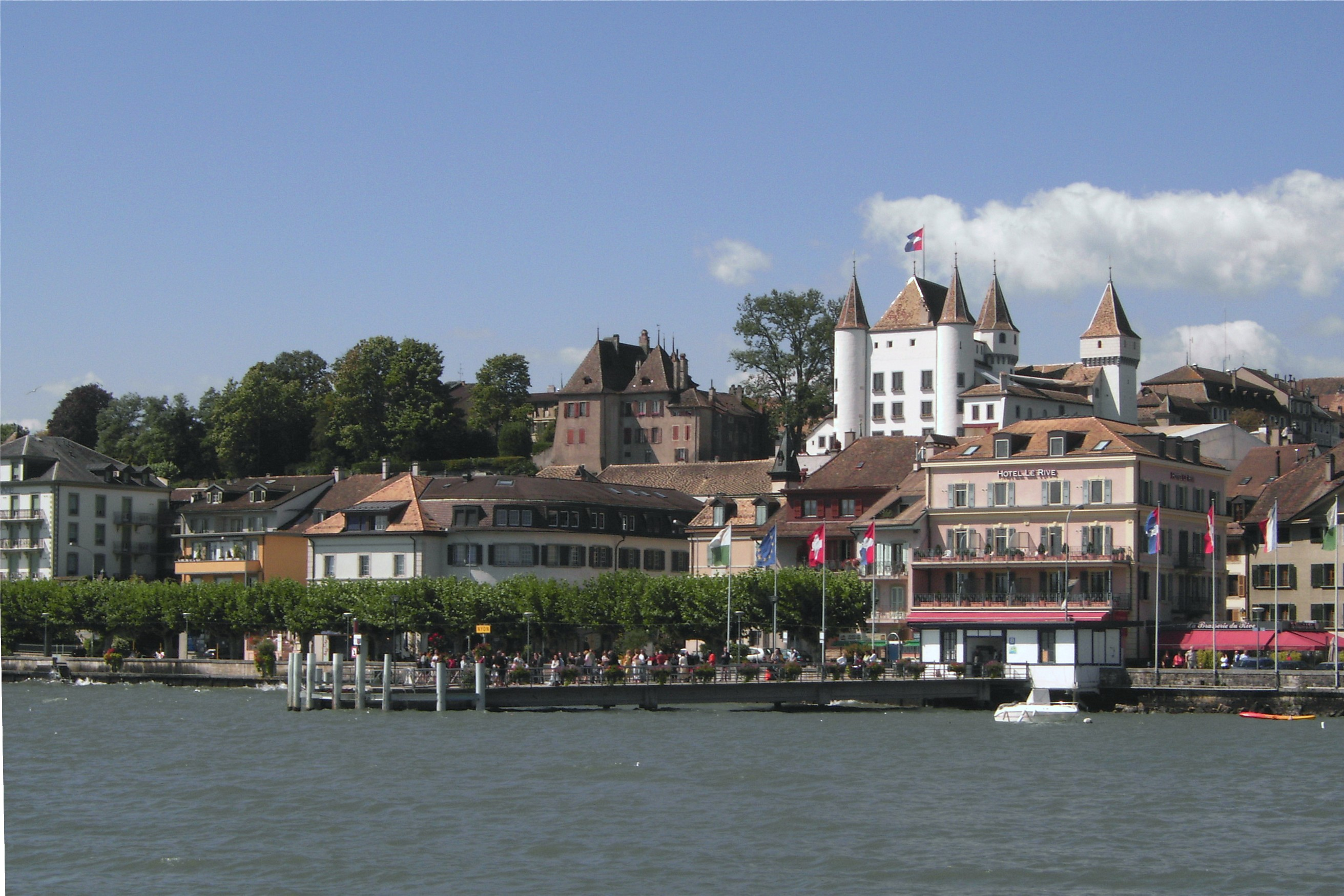
El lago Ginebra y la ciudad de Nyon aparecen en El asunto Tornasol.

La representación de Hergé de Suiza evitó repetir clichés nacionales, en lugar de buscar un alto nivel de realismo. Hergé solicitó que Jean Dupont, editor de L'Écho illustré —la revista en la que Las aventuras de Tintín se serializó en Suiza— le enviara documentación sobre los ferrocarriles suizos de los que podría sacar provecho. También pidió que su amigo suizo Charly Fornora le enviase una botella de vino de Valais que podría utilizar de nuevo como modelo del cual dibujar. Hergé posteriormente viajó a Suiza para producir bocetos precisos de escenas alrededor de Ginebra que podría entonces incorporar a la historia; entre ellos el aeropuerto internacional de Ginebra Cointrin, la estación de tren Genève-Cornavin y el hotel Cornavin, así como la carretera a través de Cervens y la casa de Topolino en Nyon. A pesar de este realismo, se hallaron una serie de errores menores en la representación de Hergé de Ginebra.
La representación de Hergé de Borduria se basó en países del bloque del este. Su fuerza policial se inspiró en la KGB soviética. Hergé nombró al líder político de Borduria Plekszy-Gladz, un juego de palabras sobre plexiglás, aunque los traductores ingleses le cambiaron el nombre a Kûrvi-Tasch, una referencia al hecho de que el bigote curvado del líder, inspirado por el líder soviético Iósif Stalin, era un símbolo prominente en Borduria. Farr destacó que la Kûrvi-Tasch Platz de Borduria se parecía mucho a la Alexanderplatz de Berlín Oriental, que sólo se completaría en los años setenta. Todos los muebles de la sede de la policía de Borduria se extrajeron de los hallados en los locales de los estudios Hergé.

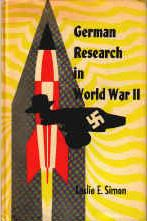
Portada del libro real German Research in World War II por Leslie E. Simon que aparece en la historieta.

La idea de un arma sónica fue una que había sido pionera sin éxito por los científicos alemanes bajo el control de Albert Speer durante la Segunda Guerra Mundial. Un libro que Tintín examina en la casa del Profesor Topolino, German Research in World War II por Leslie E. Simon —un general retirado del Ejército de los Estados Unidos— realmente existió y fue publicado en 1947. En la tira, Hergé conservó el título en inglés del libro en lugar de traducirlo al francés, aunque alteró el diseño de portada del libro para eliminar una esvástica destacada. La inclusión del libro es uno de los pocos casos en que hay alguna referencia a la Segunda Guerra Mundial dentro de Las aventuras de Tintín.
La decisión de Hergé de nombrar a un personaje Topolino era una referencia a Walt Disney, cuyo personaje de Mickey Mouse era conocido como Topolino en italiano. Hergé incluyó una referencia a su amigo y colega, el excantante de ópera Edgar P. Jacobs, en la historia, añadiendo una figura llamada Jacobini al repertorio de la ópera en un póster que aparece en el camerino de Castafiore.

### Publicación
El asunto Tornasol comenzó la serialización en la edición de Navidad de la revista Tintín el 22 de diciembre de 1954, y siguió apareciendo en las páginas de esa publicación hasta el 22 de febrero de 1956. Sería el primero de las aventuras de Tintín en ser serializado sin interrupción desde El tesoro de Rackham el Rojo en 1944. La serialización se inició en la edición francesa de Tintín en febrero de 1955. Fue publicada posteriormente en forma única como L'Affaire Tournesol por Casterman en 1956. Para este volumen Hergé había diseñado una portada; inicialmente, simplemente mostraba a Tintín y Haddock ocultando a Tornasol de los soldados bordurios, pero posteriormente añadió vidrios amarillos destrozados alrededor de los bordes de la imagen para lograr un efecto dramático.
En España se publicó por primera vez en la revista 3 amigos, con el título de El Caso Mariposa en 1960.

## Acogida de la crítica
Harry Thompson opinó que aunque el final de la historia era algo insatisfactorio y se apresuró, siguió siendo "probablemente el mejor de todos los libros de Tintín". El biógrafo Benoît Peeters estuvo de acuerdo, describiéndolo como "la obra maestra de Hergé", "una obra maestra de la tira clásica". Por otra parte, se refirió a él como "uno de sus libros más brillantes", describiendo a Serafín Latón como "la última gran figura de Las aventuras de Tintín". Peeters añadió que la historia tenía "el ambiente de una novela de espionaje digna de John Buchan o Eric Ambler". Del mismo modo, Farr describió El asunto Tornasol como "una de las mejores creaciones de Hergé". El biógrafo Pierre Assouline afirmó que "las ilustraciones y el escenario son vibrantes y ricos, así como el hilo conductor de la historia de principio a fin".

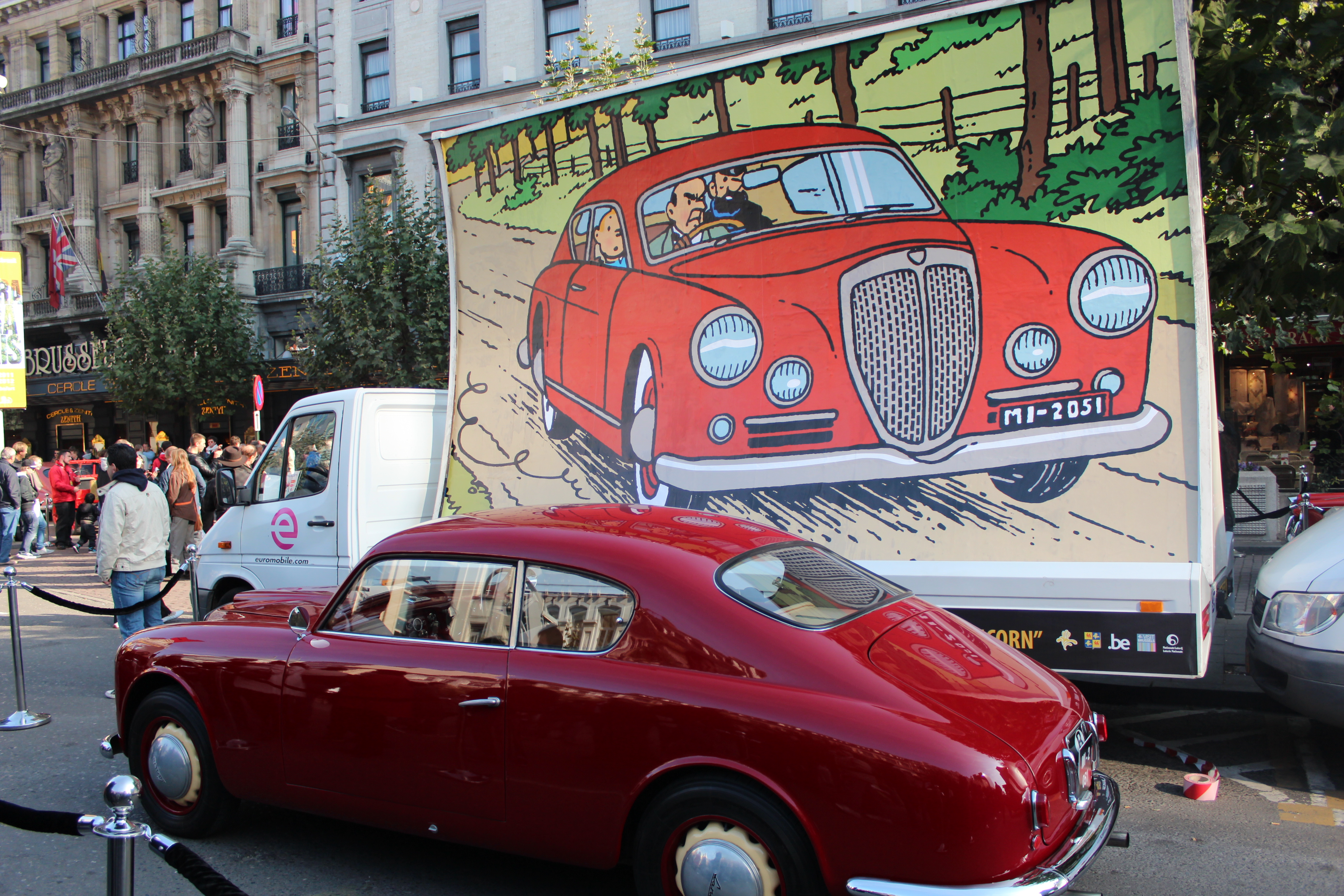
El Lancia Aurelia B20 GT, modelo usado por Hergé en la historieta. En la imagen, modelo real en el estreno de la película Las Aventuras de Tintín en Bruselas (2011).

Jean-Marc Lofficier y Randy Lofficier afirmaron que la introducción de Latón y la carnicería Sanzot representaba "otro punto decisivo en la serie", alabando la caracterización de Latón como "sátira social amarga y exitosa". Ellos fueron críticos de la inclusión de Syldavia como un antagonista en la historia, afirmando que los intentos de Syldavia de secuestrar a Tornasol "son creíbles" porque habían aparecido como aliados de Tornasol y Tintín en los dos anteriores arcos de dos volúmenes, Objetivo la Luna (1953) y Aterrizaje en la Luna (1954), así como en el anterior Cetro de Ottokar (1939). En última instancia, sintieron que "la trama parece un poco calzada en el universo familiar" y "uno siente que el corazón de Hergé no estaba muy metido en la parte de la acción de la historia", pero adjudicaron un total de tres estrellas sobre cinco.

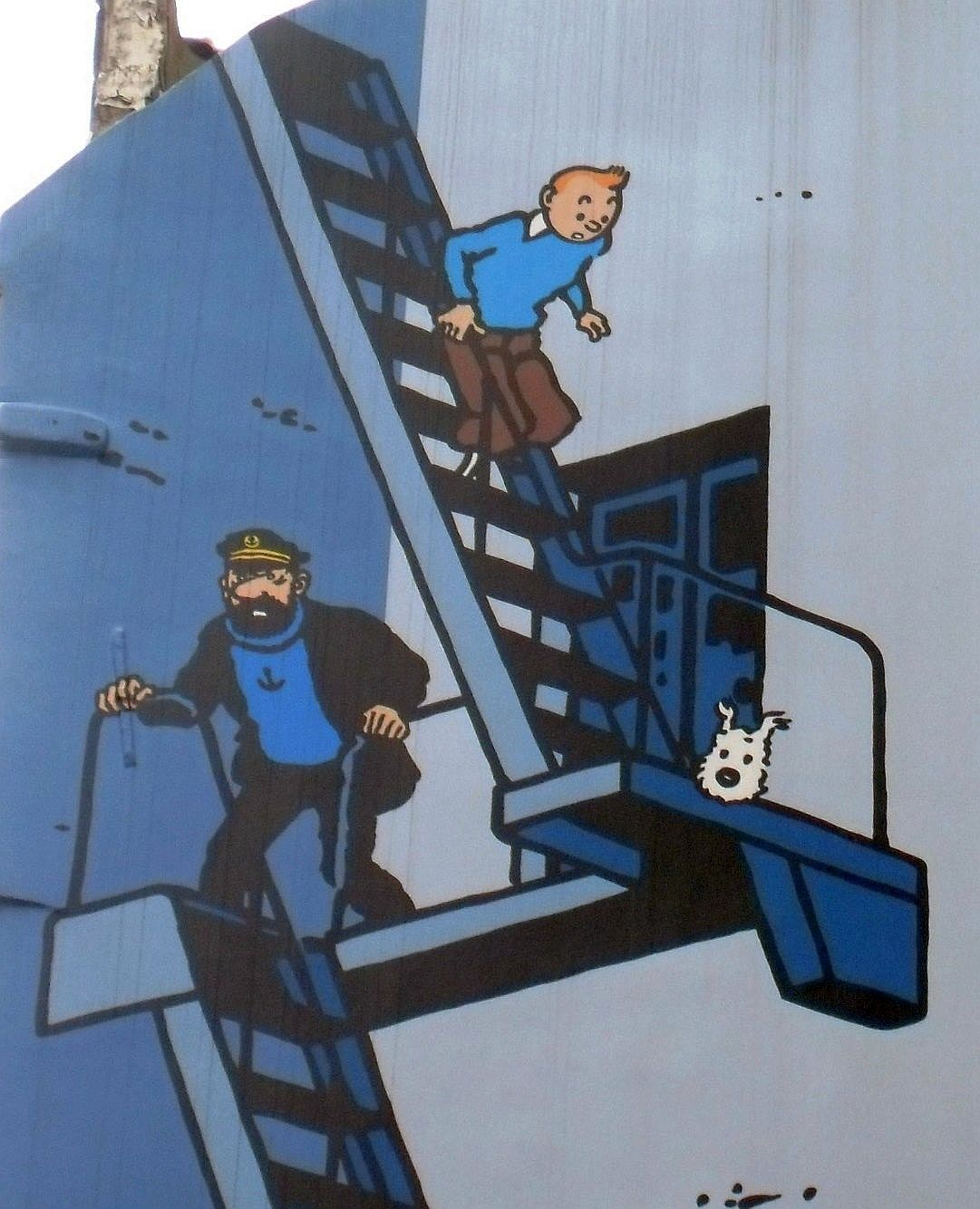
Mural en Bruselas

En su estudio psicoanalítico sobre Las aventuras de Tintín, el crítico literario Jean-Marie Apostolidès declaró que El asunto Tornasol marcaba el comienzo del tercer y último período de la serie, que él creía podría ser caracterizado por la representación de Hergé de un mundo dirigido por "rueda y trato" y en el que "el trabajo de detectives tiene precedencia sobre cualquier búsqueda mística". Apostolidès consideró El asunto Tornasol como "el triunfo de Tornasol y su derrota". Sentía que mientras Tornasol se había convertido en "una figura imparcial" en el arco anterior de dos volúmenes, Objetivo la Luna y Aterrizaje en la Luna, aquí se había convertido en "la mala madre" a través de su creación de un arma ultrasónica y la amenaza de que él plantea tanto a la tranquilidad de Moulinsart como a la paz mundial. Vio la escena al final de la historia en la que el Tornasol quema los planes a su dispositivo ultrasónico como "una castración simbólica", permitiendo que el personaje se convierta en "el Padre Edípico con el que los hijos [Tintín y Haddock] pueden competir" estabilizando "la jerarquía familiar" de la serie.
El crítico literario Tom McCarthy opinó que El asunto Tornasol ilustraba con acierto cómo Tintín ya no era político de la misma manera que lo fue en obras anteriores como Tintín en el País de los Soviets (1930) y Tintín en el Congo (1931); en cambio, Tintín viaja a Borduria para rescatar Tornasol, "no para pelear ni exponer al totalitarismo". Tornasol se convirtió en "un genio comprometido", con su papel de "contraposición a lo que representaba en los libros de la luna". Cuando Tintín y Haddock llegan a Borduria, son "tratados como invitados de honor, pero en realidad son prisioneros del estado policial", una revocación de la situación en El loto azul, en la que Tintín se cree prisionero, pero en realidad es un invitado. Al igual que El cangrejo de las pinzas de oro (1941), El asunto Tornasol fue "un largo camino de tabaco" con cigarrillos representando pistas a lo largo de la historia. En cuanto a la escena de la ópera en la que Tintín y Haddock espían a Sponsz y Castafiore, lo comparó con la escena de la película de David Lynch, Blue Velvet, en la que Jeffrey Beaumont espía las actividades sexuales de Dorothy Vallens y Frank Booth.